# Zalew Drzewicki
Zalew Drzewicki (także Jezioro Drzewickie) – zbiornik wodny na rzece Drzewiczce, zlokalizowany w sąsiedztwie Drzewicy, w powiecie opoczyńskim, w województwie łódzkim.

## Opis
Zalew Drzewicki jest jeziorem zalewowym zasilanym wodami Drzewiczki. Jego powierzchnia wynosi 81 lub 83 ha a głębokość ok. 2 m. Długość akwenu wynosi ok. 2 km, a szerokość ok. 500 m. Historia zbiornika wodnego w tej lokalizacji sięga XVIII w. i wiąże się z rozwojem przemysłu metalowego w Drzewicy. Współcześnie Zalew Drzewicki pełni funkcje rekreacyjne i retencyjne. Jest udostępniany jako łowisko wędkarskie oraz na potrzeby żeglarstwa i kajakarstwa.